# Ignacy Piotr IV
Mar Ignacy Piotr IV, właśc. Boutros ibn Salmo Mesko (ur. 1799, zm. 1894) – duchowny syryjski, patriarcha Antiochii Syryjskiego Kościoła Ortodoksyjnego w latach 1872–1894.